# Нова-Демба (гмина)
Нова-Демба (пол. Nowa Dęba) — городско-сельская гмина (волость) в Польше, входит как административная единица в Тарнобжегский повет, Подкарпатское воеводство. Население — 19 189 человек (на 2005 год).

## Демография
| Перепись                       | Всего   | Всего | Женщины | Женщины | Мужчины | Мужчины |
| ------------------------------ | ------- | ----- | ------- | ------- | ------- | ------- |
| Единицы                        | человек | %     | человек | %       | человек | %       |
| Население                      | 18 451  | 100   | 9468    | 51,3    | 8983    | 48,7    |
| Плотность населения (чел./км²) | 129,5   | 129,5 | 66,4    | 66,4    | 63      | 63      |

## Сельские округа
1. Альфредувка
2. Хмелюв
3. Цыганы
4. Ядахы
5. Розалин
6. Тарновска-Воля

## Соседние гмины
1. Гмина Баранув-Сандомерски
2. Гмина Боянув
3. Гмина Грембув
4. Гмина Майдан-Крулевски
5. Тарнобжег